# Бринкен, Александр Фридрихович
Барон фон ден Бринкен Александр-Павел Фридрихович (28 августа 1859 — 25 марта 1917) — русский военачальник, генерал от инфантерии Русской императорской армии.

## Биография
Александр Бринкен родился 28 августа 1859 года в дворянской лютеранской семье. Брат генерала Л. Ф. Бринкена. Образование получил в Полоцкой военной гимназии.
В военную службу вступил 20 августа 1877 года. Окончил 1-е военное Павловское училище (1880). Выпущен подпоручиком (ст. 08.08.1879). Переведен прапорщиком (ст. 08.08.1879) в Лейб-гвардии Гренадерский полк. Подпоручик (ст. 08.04.1884). Поручик (ст. 01.01.1885).
Окончил Николаевскую академию генштаба (1886; по 1-му разряду). Штабс-капитан гвардии с переименованием в капитаны Генерального штаба (ст. 21.03.1886). Состоял при Виленском военном округе, старший адъютант штаба Виленского военного округа (19.12.1886—30.08.1890). Цензовое командование ротой отбывал в 107-м пехотном Троицком полку (20.10.1887-12.10.1888).
Подполковник (ст. 30.08.1890). Старший адъютант штаба Омского военного округа (30.08.1890—25.09.1892). Состоял в прикомандировании к Елисаветградскому кавалерийскому юнкерскому училищу для преподавания военных наук (25.09.1892—04.09.1896).
Полковник (пр. 1894; ст. 30.08.1894; за отличие). Начальник штаба Керченской крепости (04.09.1896-02.04.1898). Цензовое командование батальоном отбывал в 14-м стрелковом полку (01.05.—04.09.1895).
Начальник штаба Свеаборгской крепости (02.04.1898—28.11.1901). Командир 85-го пехотного Выборгского полка (28.11.1901—02.05.1904). Генерал-майор (пр. 1904; ст. 02.05.1904; за отличие).
Участник русско-японской войны 1904—1905. Состоял в распоряжении начальника этапов Маньчжурской армии (02.05.—09.11.1904). Начальник штаба 1-го Сибирского армейского корпуса (09.11.1904—12.11.1905).
Начальник штаба 1-го армейского корпуса (12.11.1905—12.09.1908). Генерал-лейтенант (пр. 1908; ст. 12.09.1908; за отличие). Начальник штаба войск гвардии и Петербургского военного округа (12.09.1908—26.08.1912). Командир 22-го армейского корпуса (с 26.08.1912).
Участник Первой мировой войны. Возглавлял корпус во время боев в Восточной Пруссии, Карпатах, Галиции. Оставался на этом посту до самой смерти. Генерал от инфантерии (доп. к пр. 06.12.1914; ст. 06.12.1914; за отличие).
Скоропостижно скончался на фронте 25 марта 1917 года. Похоронен в Петрограде на Смоленском лютеранском кладбище.
Исключен из списков умершим 31 марта 1917 года.
Был женат, имел троих детей.

## Награды
- Награждён орденом Св. Георгия 4-й степени (ВП 25 октября 1914) и Золотым оружием (ВП 11 августа 1905).
- Также награждён орденами Св. Станислава 3-й степени (1889); Св. Анны 3-й степени (1892); Св. Станислава 2-й степени (1896); Св. Анны 2-й степени (1899); Св. Владимира 4-й степени (1902); Св. Владимира 3-й степени с мечами (1905); Св. Станислава 1-й степени с мечами (1905); Св. Анны 1-й степени с мечами (1905); мечи и бант к ордену Св. Владимира 4-й степени (1907); Св. Владимира 2-й степени (06.12.1911); Белого Орла с мечами (ВП 26.05.1915); Св. Александра Невского с мечами (1916).